# Cimeterre
 (octobre 2016).
Si vous disposez d'ouvrages ou d'articles de référence ou si vous connaissez des sites web de qualité traitant du thème abordé ici, merci de compléter l'article en donnant les références utiles à sa vérifiabilité et en les liant à la section « Notes et références ».
Cet article possède un paronyme, voir Cimetière.

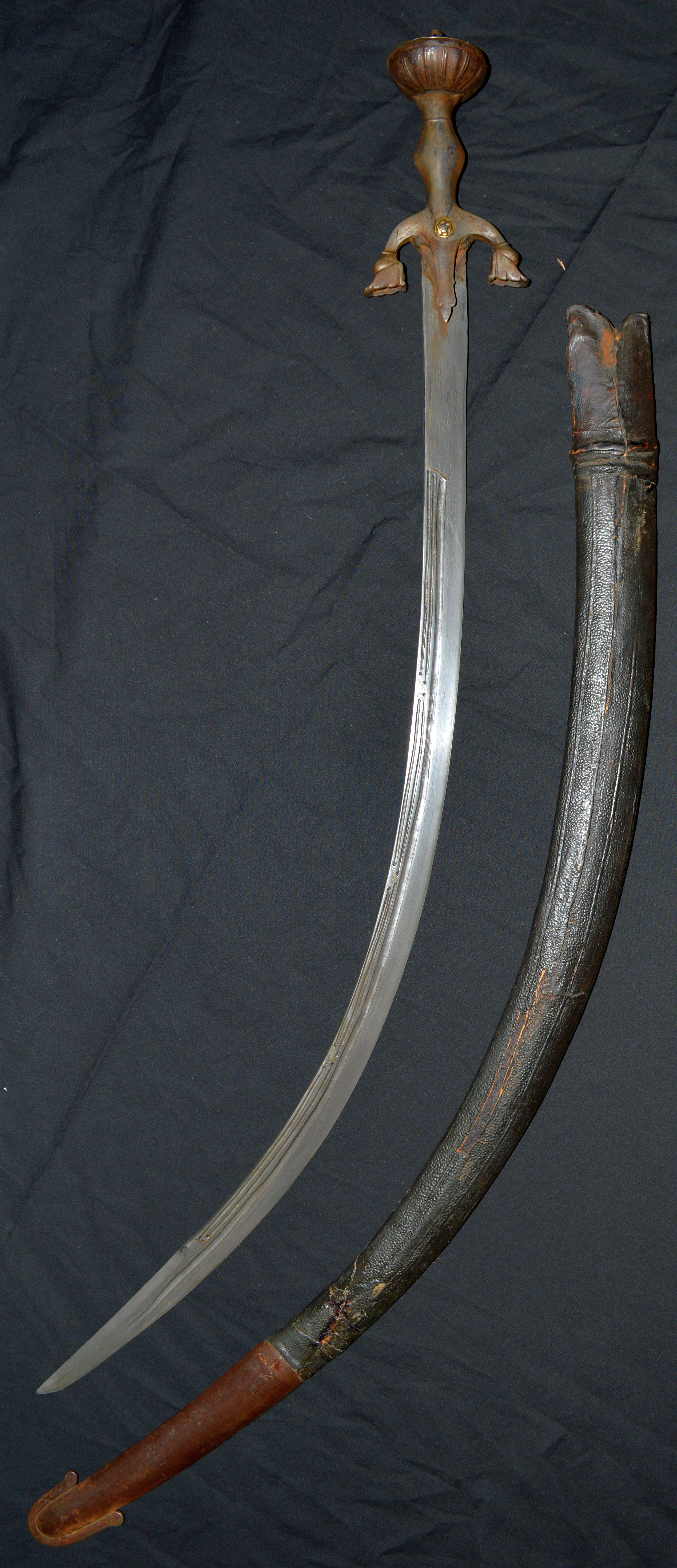
Cimeterre afghan, XIXe siècle

Un cimeterre est un type de sabre lourd spécifique à lame courbée principalement utilisé en Asie de l'Ouest (Moyen-Orient). 
Le terme est passé dans le vocabulaire courant comme un synonyme de sabre moyen-oriental de manière générale.

## Étymologie
Emprunt à l'italien scimitarra « id. » (xves., Pulci ds DEI), lui-même emprunt au persan šamšīr « épée » (FEW t. 19, p. 170b) par l'intermédiaire du turc (v. Gdf. Compl., Gay, Hug.), étymologie parfois considérée comme douteuse ou peu probable, notamment par la lexicographie anglo-saxonne,.

## Histoire
Le sabre courbe dénommé « shamshir » n’existait pas au Moyen-Orient avant le XIIe siècle, les combattants utilisant plus volontiers l'épée droite avant cette date. 
Contrairement à une croyance populaire, le sabre n'est pas l'évolution des armes greco-ibériques de type machette (kopis/machaira), mais une adaptation de l'armement moyen-oriental à la suite de l'influence et de l'installation dans ces régions des peuples cavaliers turcs et mongols notamment. Ces peuples utilisaient déjà le sabre, à cause de ses propriétés mécaniques plus adaptées au combat équestre.  
L'arme fut produite ensuite dans tout le pourtour méditerranéen et l'Iran, avec des qualités et des propriétés variables, comme c'est le cas de toutes les armes de poing. Le cimeterre est devenu l'arme emblématique du Moyen-Orient dans l'inconscient collectif par opposition aux lames droites traditionnelles en occident.

## Description
Sa lame courbe en fait une arme avec des propriétés mécaniques spécifiques. Pour trancher, une épée à lame droite traditionnelle a besoin d'un mouvement de coupe spécifique, rendant son maniement relativement complexe. La courbure des sabres améliore les gestes de coupe, rendant ces derniers moins difficiles à mettre en œuvre. De fait, cette particularité mécanique rend le sabre indispensable à cheval, ce qui explique son utilisation massive par tous les peuples cavaliers. 
La lame a traditionnellement un seul tranchant, courbe et plus ou moins prononcé. Il y a sur certains modèles un contre tranchant au niveau de la pointe et des dragonnes permettant de garder le sabre en main lorsqu'on tire à l'arc.  
Il existe de nombreuses formes de sabres moyen-orientaux, correspondant à l'utilisation qui en était faite en fonction de la période. 

Il est parfois utilisé conjointement à l'arc traditionnel avec des techniques spécifiques, mais également de pair avec les armes à feu. 

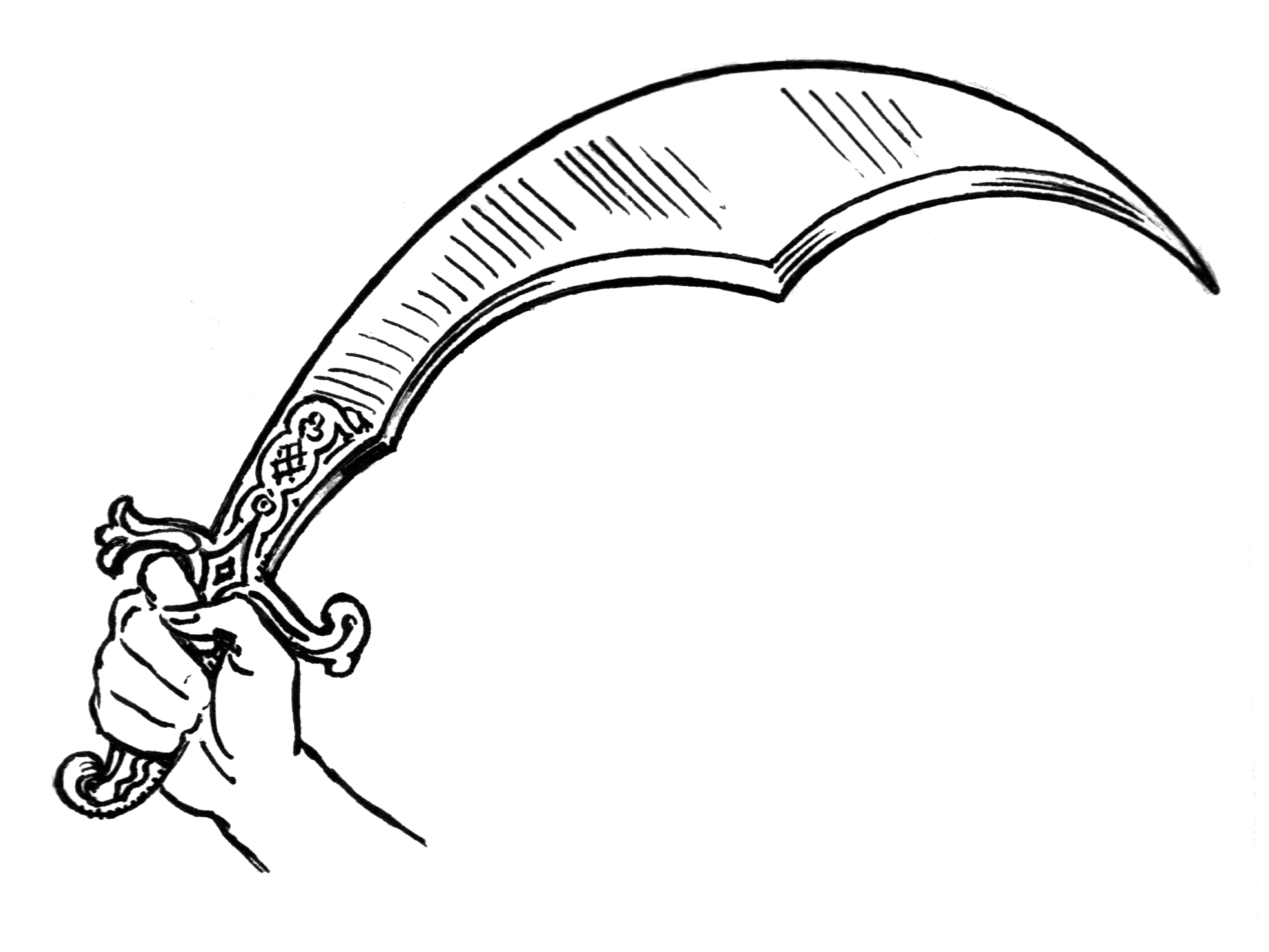
Une version fantasmée du cimeterre dans la culture populaire